# Nyugati Ezoterikus Tanulmányok Európai Egyesülete
A Nyugati Ezoterikus Tanulmányok Európai Egyesülete (angolul: European Society for the Study of Western Esotericism, rövidítve: ESSWE) az egyetlen európai tudós testület, mely a nyugati ezotériának szenteli magát. 2005-ben alapították és a késő ókortól napjainkig terjedő időszakot és a nyugati ezotéria különféle megnyilvánulásait érintő egyetemi szintű kutatásaival, tanulmányaival hozzájárul a terület fejlődéséhez.

## Publikációk
A Brill egyetemi kiadó gondozásában, az ESSWE védnöksége alatt kerül kiadásra Aries című folyóirat, melynek cikkei lektoráltak. Ezen kívül könyv-sorozatokat is publikálnak.

## Nemzetközi konferenciák
Az ESSWE kétévente, különböző európai városban rendez nemzetközi tudományos konferenciákat, a köztes években pedig végzős egyetemi diákoknak szerveznek workshopokat. A legutóbbi konferenciák sorrendben:
- 2007, Tübingen
- 2009, Strasbourg és Messina
- 2011, Szeged
- 2013, Göteborg
- 2015, Riga
- 2017, Erfurt
- 2019, Amszterdam
- 2022, Cork

## Egyéb tevékenységek
Az ESSWE különféle segédeszközöket biztosít honlapján keresztül fiatal kutatók számára, akiket egyszeri pénzdíjakkal, ösztöndíjakkal is ösztönöz és bátorít. Több regionális és tematikus hálózatot is működtetnek, ezek:
- Scandinavian Network for the Academic Study of Western Esotericism (SNASWE), skandináv regionális csoport
- Israeli Network for the Study of Western Esotericsm (INASWE), izraeli regionális csoport
- Irish Network for the Study of Esotericism and Paganism (INSEP), ír regionális csoport
- Contemporary Esotericism Research Network (ContERN), kortárs ezoterikus kutatók hálózata
- Network for the Study of Esotericism in Antiquity (NSEA), ókori ezoterikus kutatói hálózat

## Kapcsolatok
Az ESSWE tagja a Project AWE (Aesthetics of Western Esotericism), illetve a International Association for the History of Religions (IAHR) szervezeteknek, továbbá kapcsolatban áll az American Academy of Religion (AAR) szervezettel.

## Tisztségviselők

### Vezető tisztségviselők
- Elnök: Andreas Kilcher (Eidgenössische Technische Hochschule, Svájc)
- Alelnök: Boaz Huss (Ben Gurion Egyetem, Izrael)
- Kincstárnok és tagsági titkár: Egil Asprem (Stockholmi Egyetem, Svédország)
- Titkár: Henrik Bogdan (Göteborgi Egyetem, Svédország)
- Diák-képviselő: Yves Mühlematter (Fribourgi Egyetem, Svájc)

### További igazgatósági tagok
- Christine Ferguson (Stirlingi Egyetem, Skócia)
- Wouter J. Hanegraaff, (Amszterdami Egyetem, Hollandia), elnök 2005-2013
- Birgit Menzel (Mainzi Egyetem, Németország)
- Olav Hammer (Dél-dániai Egyetem, Dánia)
- Bernd-Christian Otto (Erfurti Egyetem, Németország))
- Nemanja Radulovic (Belgrádi Egyetem, Szerbia)
- Yuri Stoyanov (Londoni SOAS Egyetem, Egyesült Királyság)
- Helmut Zander (Fribourgi Egyetem, Svájc)

### Néhány korábbi igazgatósági tag
- Nicholas Goodrick-Clarke (Exeteri Egyetem, Egyesült Királyság), 2005-2012
- Antoine Faivre (Sorbonne, Franciaország), 2005-2011
- Peter J. Forshaw (Amszterdami Egyetem, Hollandia) -2018
- Szőnyi György Endre (Szegedi Tudományegyetem, Magyarország) -2018

## Lásd még
- Az ESSWE hivatalos honlapja
- A ContERN hivatalos honlapja

## Fordítás
- Ez a szócikk részben vagy egészben  az   European Society for the Study of Western Esotericism című angol Wikipédia-szócikk fordításán alapul.  Az eredeti cikk szerkesztőit annak laptörténete sorolja fel. Ez a jelzés csupán a megfogalmazás eredetét és a szerzői jogokat jelzi, nem szolgál a cikkben szereplő információk forrásmegjelöléseként.